# Tredegar Park
Tredegar Park är en stadsdel och community i staden Newport i Wales, Storbritannien. .